# 広島市立安小学校
広島市立安小学校（ひろしましりつ やすしょうがっこう）は、広島県広島市安佐南区上安二丁目にある公立小学校。

## 歴史
- 1909年 - 創立
- 1971年 - 鉄筋3階建校舎となる
- 1975年 - 安東小学校が安小学校から分離し開校する
- 1976年 - 安西小学校が安小学校から分離し開校する
- 1978年 - 安北小学校が安小学校、安西小学校から分離し開校する
- 1979年 - 上安小学校が安小学校から分離し開校する
- 1998年 - コンピュータ教室設置

## 学区
- 広島市安佐南区の以下の地域

```
相田3丁目、相田4丁目（ただし、安東学区分を除く。）、相田5丁目、相田6丁目、
相田町（ただし、安東及び安西学区分を除く。）、
上安1丁目（ただし、安東学区分を除く。）、上安2丁目（ただし、安北学区分を除く。）、上安3丁目（1番、4番14号～32号）、
高取南1丁目（1～2番、13番1号～17号、13番49号～55号、14番）
```

## 校歌
作詞 金尾澄映
作曲 中島秀信

## 進路
卒業生は基本的に広島市立安西中学校に進学する。

## 周辺施設
- 広島市交通科学館
- アストラムライン上安駅
- 上安バスターミナル
- 広島市立まんが図書館
- 安公民館
- フォーブル

## 出身者
- 河井克行 - 元衆議院議員、元法務大臣
- 平山功太 - プロ野球選手